# 足立六兵衛
足立六兵衛（あだち ろくべえ，？—1561年），本名不詳，號「六兵衛」，齋藤氏重臣下野守日比野清實家臣。六兵衛以怪力著名，傳說以徒手就可以取下敵人首級，因此被稱為「首取足立」。
永祿四年（1561年）參與森部之戰，被織田方前田利家斬殺。由於利家先前殺死織田信長的同朋眾十阿彌被解僱，因此將功贖罪帶著六兵衛和另一敵人首級而被准許重仕織田家。

## 影視作品
- 2002年NHK大河劇《利家與松》：大八木淳史 演